# Улица обалских радника
| Обалских радника | Обалских радника |
| ---------------- | ---------------- |
|                  |                  |
| Општина          | Чукарица         |
| Почетак          | Лазаревачки пут  |
| Крај             | Николе Вучете    |
| Дужина           | 700 m            |
| Названа          | 1989             |
|                  |                  |
| Обалских радника |                  |

Улица обалских радника налази се на Чукарици. Протеже се правцем од Лазаревачког друма 41-42, поред Стругарске, до Николе Вучете.

## Име улице
Улица обалских радника је 1989. године добила овај назив по физичким радницима којих је до 1941. у Београду, између савског пристаништа до Чукарице, било између 700 и 1000. Рад је био на сат. За претовар и истовар плаћало се 25 динара по сату за терет од укупно 10 тона. Роба је истоваривана у свако доба дана и ноћи. Радници нису били социјално осигурани, нити синдикално организовани. Тек 1931. године износе захтеве за тарифним правилником, а две године касније долази до првог штрајка. Године 1936, придружују се штрајку грађевинских радника и збору код Старог сајмишта. Тек крајем 1939. наднице су повећане на 50 динара и признато је право на синдикално организовање. После Народноослободилачке борбе 1941-1945, обалски радници су на савском пристаништу подигли споменик палим друговима.